# Погребняки
Погребняки́ — село в Україні, в Оболонській сільській громаді Кременчуцького району Полтавської області. Населення становить 729 осіб. Колишній центр Погребняківської сільської ради.

## Географія

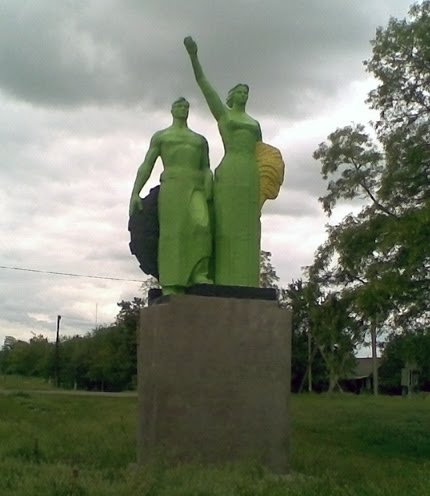
Пам'ятник при в'їзді в село

Село розташоване на березі Сулинської затоки, у межах якої знаходиться Сулинський заказник, гідрологічний заказник «Солоне», Нижньосульський національний природний парк. Поблизу протікає річка Сула.

## Історія
Села Погребняки та Шостаки належать до загальної історичної назви «Посулля».
Поселення на лівому березі сучасного болота розпочалося навпроти «Гаті». Спочатку заселялися родючі низини південніше дороги на Орівщину. Це були славнозвісні Погребняківські родини Варенків, Галинків, Гамселів, Бадаків, Копшунів. Побережжя північніше «Гаті» заселялося набагато пізніше і було назване Шостаками теж від прізвищ перших поселенців.
Під час військової інтервенції Радянського Союзу до Афганістану (1979—1989) загинув 20-річний житель села — Анатолій Семенов, якого було призвано у серпні 1985 року (вбито 4 вересня 1986). 28 вересня 2018 року у центрі села відкрито пам'ятник Анатолію Семенову.

## Політика

### Парламентські вибори, 2019
На позачергових парламентських виборах 2019 року у селі функціонувала окрема виборча дільниця № 530844, розташована у приміщенні школи.
Результати
- зареєстровано 454 виборці, явка 58,81%, найбільше голосів віддано за «Слугу народу» — 31,95%, за Всеукраїнське об'єднання «Батьківщина» — 17,67%, за Радикальну партію Олега Ляшка — 13,91%.[3] В одномандатному окрузі найбільше голосів отримав Фахраддін Мухтаров (самовисування) — 47,31%, за Олексія Баганця (Всеукраїнське об'єднання «Батьківщина») — 17,31%, за Костянтина Іщейкіна (самовисування) — 11,15%[4].

## Населення

### Мова
Розподіл населення за рідною мовою за даними перепису 2001 року:
| Мова            | Кількість | Відсоток |
| --------------- | --------- | -------- |
| українська      | 709       | 97.26%   |
| російська       | 18        | 2.46%    |
| білоруська      | 1         | 0.14%    |
| інші/не вказали | 1         | 0.14%    |
| Усього          | 729       | 100%     |

## Інфраструктура
В селі Погребняки працює медична амбулаторія сімейної медицини, яка обслуговує всі три села сільської ради. Діє загальноосвітня школа I—III ступенів, Будинок культури на 350 місць, бібліотека, чотири магазини, відділення зв'язку.

## Пам'ятки
- Меморіальний комплекс[d]: Могила воїна. Пам'ятний знак полеглим воїнам-односельчанам;
- Пам'ятний знак земляку[d], юному партизану Володі Гладкому, який загинув за Батьківщину в Молдавії у 1944 році;
- Могила[d] комісара продзагону Т. А. Овчаренка, замученого бандами Махна у 1921 році;
- Пам'ятник[d] В. І. Леніну;
- Пам'ятник трудової Слави[d] — Господарі колгоспних ланів (Механізатор і Ланкова);

## Почесні жителі
- Нагірний Михайло Григорович — нагороджений орденом Леніна;
- Яцина Марія Степанівна — орден Леніна;
- Пузир Михайло Іванович — орден Леніна;
- Данилейко Любов Андріївна — Орден Дружби народів;
- Гаркавий Федір Григорович — орден Трудового Червоного Прапора;
- Шостака Марія Миколаївна — орден Трудового Червоного Прапора;
- Козуля Олександра Карпівна — орден Трудового Червоного Прапора;
- Телешун Микола Сидорович — орден Жовтневої Революції;
- Киба Станіслав Петрович — професор.
- Кутя Георгій Кузьмович — орден Леніна[джерело?]